# Listed
Listed ist ein kleiner Ort auf der dänischen Ostseeinsel Bornholm. Er hat einen Fischerei- und Yachthafen und liegt etwa zwei Kilometer westlich von Svaneke.

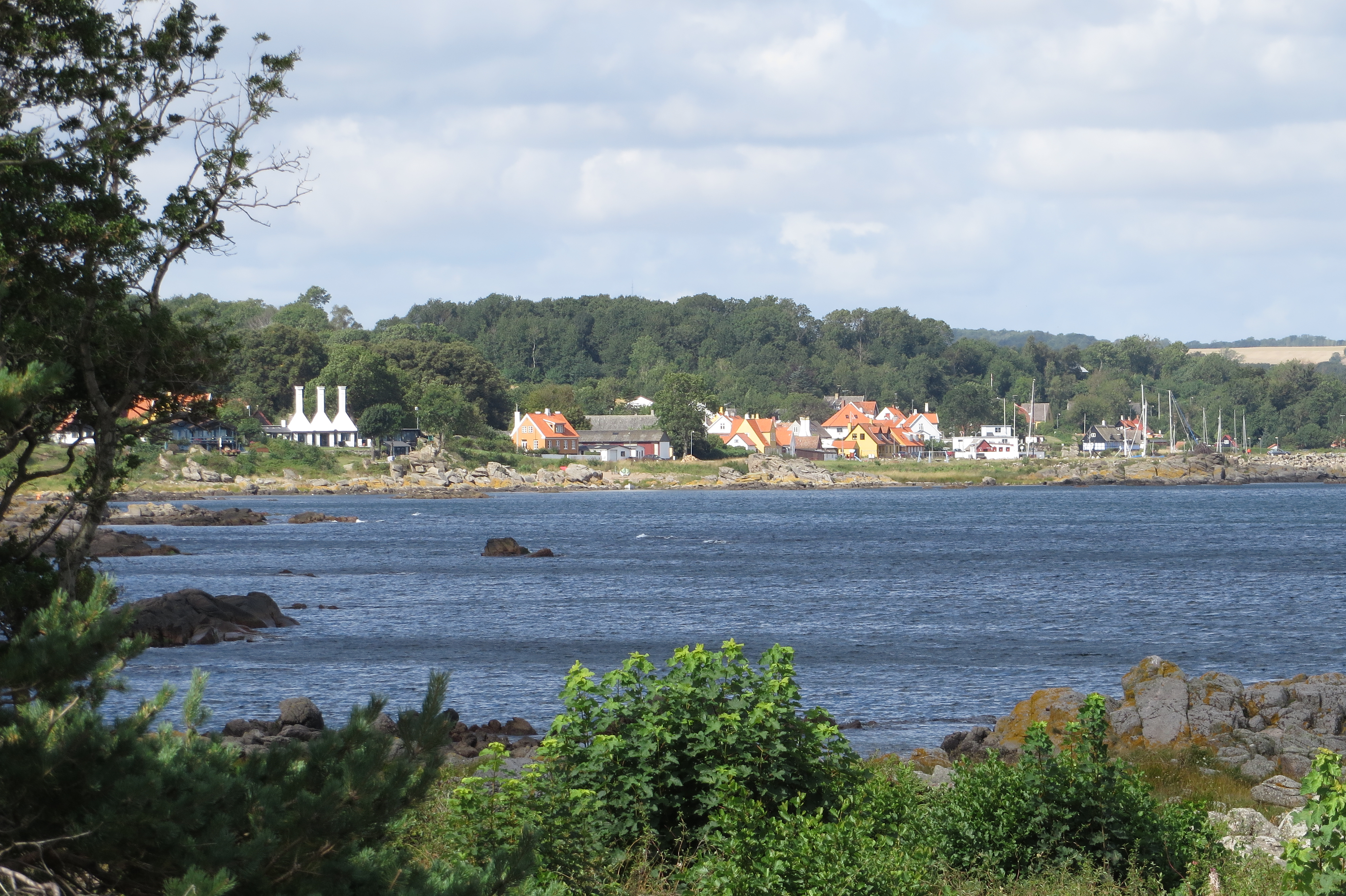
Listed von Osten

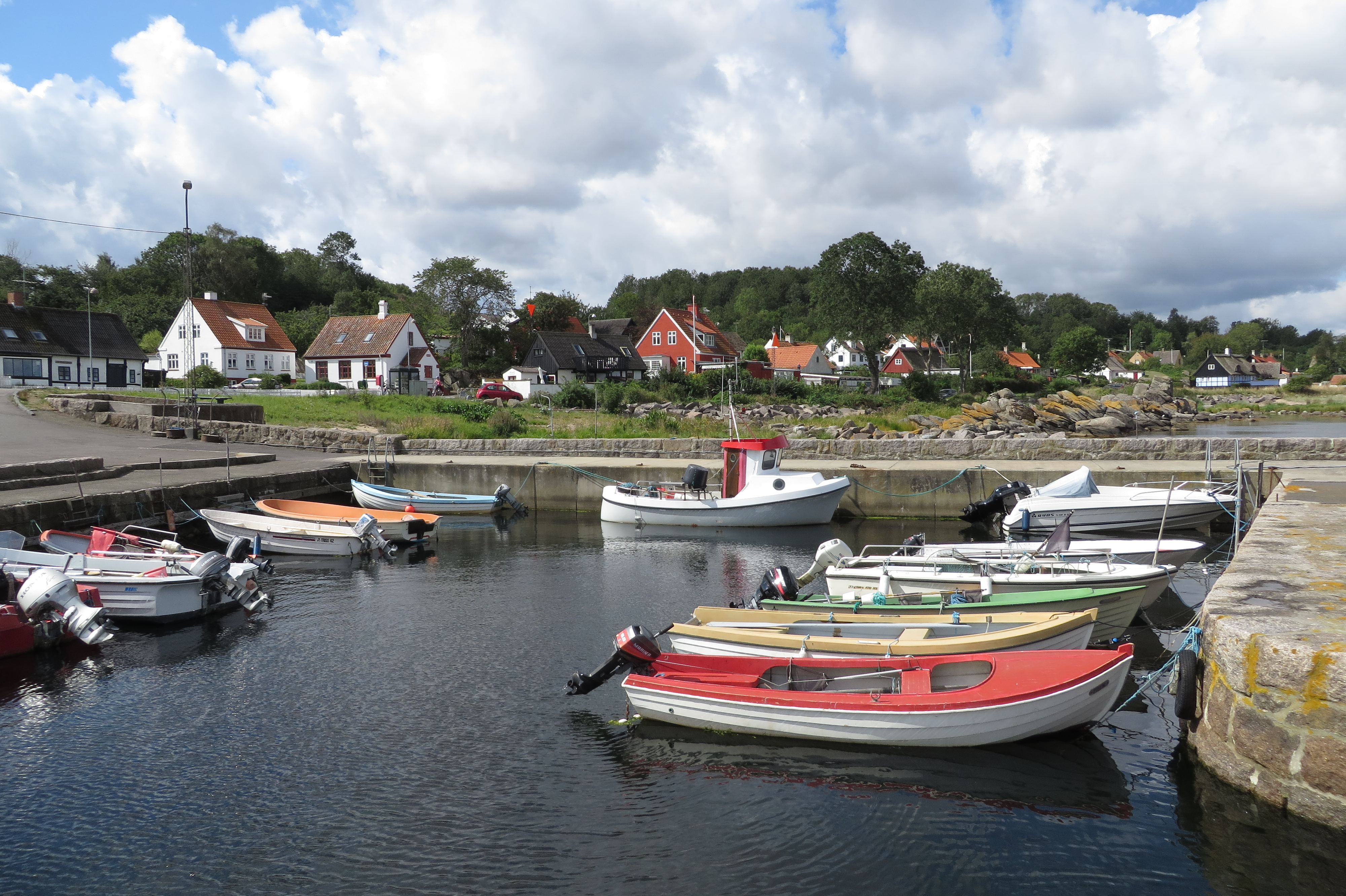
Hafen von Listed

Der Ort liegt im Kirchspiel Ibsker (Ibsker Sogn), das bis 1970 zur Harde Øster Herred im damaligen Bornholms Amt gehörte. Mit der Auflösung der Hardenstruktur wurde das Kirchspiel in die Kommune Neksø aufgenommen, die Kommune wiederum ging nach einer Volksentscheidung zum 1. Januar 2003 mit anderen Kommunen in der Regionskommune Bornholm auf. Zwischen 2003 und 2007 war diese kreisfrei, seit dem 1. Januar 2007 gehört sie zur Region Hovedstaden.